# Українське журналістикознавство
«Українське журналістикознавство» — наукове періодичне видання Інституту журналістики Київського національного університету імені Тараса Шевченка. Видається українською мовою з 2000 року 1 раз на рік.

### Редколегія
Головою редколегії та головним редактором видання є В. В. Різун, доктор філологічних наук, професор.; заступник головного редактора - А. І. Мамалига, доктор філологічних наук. До редакційної колегії входять: А. А. Бойко, доктор філологічних наук; О. Я. Гоян, доктор філологічних наук; В. Ф. Іванов, доктор філологічних наук; О. Д. Пономарів, доктор філологічних наук; Т. О. Приступенко, кандидат історичних наук; Н. М. Сидоренко, доктор філологічних наук; А. А. Чічановський, доктор політичних наук. Відповідальний випусковий редактор - Т. В Скотникова, кандидат технічних наук. Відповідальний секретар - Н. М. Вернигора. 

### Рубрики
Тематика видання зорієнтована на теорію соціальних комунікацій, у ньому публікуються статті, що базуються на постановці наукових проблем, дослідженні методів, розробці методик та термінології. Рубрикація видання з часом змінювалася. На 2015 рік видання містить такі рубрики: «Наукові проблеми і завдання», «Методологія і методика досліджень», «Термінологія», «Історія журналістикознавства», «Постаті», «Наукова критика», «Бібліографія Інституту журналістики», «Конференції, семінари, наради». 